# ГЕС Yúzixī
ГЕС Yúzixī (渔子溪水电站) — гідроелектростанція у центральній частині Китаю в провінції Сичуань. Знаходячись після ГЕС Gěngdá, становить нижній ступінь каскаду на річці Yúzixī, правій притоці Міньцзян, котра в свою чергу є лівою притокою Дзинші (верхня течія Янцзи). 
В межах проекту річку перекрили бетонною греблею висотою 28 метрів та довжиною 99 метрів, гребінь якої знаходиться на позначці 1204,5 метра НРМ. Вона утримує невелике водосховище з об’ємом 403 тис м3 (корисний об’єм 391 тис м3), в якому припустиме коливання рівня між позначками 1184 та 1200 метрів НРМ. Зі сховища через лівобережний гірський масив прокладено дериваційний тунель довжиною 8,6 км з діаметром від 4,7 до 5 метрів. 
Споруджений у підземному виконанні машинний зал станції розташований вже на правому березі Міньцзян дещо вище від устя Yúzixī. Тут встановлено чотири турбіни типу Френсіс потужністю по 40 МВт, які використовують напір до 318 метрів (номінальний напір 270 метрів) та забезпечують виробництво 960 млн кВт-год електроенергії на рік.
У травня 2008 року внаслідок потужного землетрусу гребля станції зазнала серйозних руйнувань, внаслідок чого ГЕС змогла відновити роботу лише в березні 2010-го.